# Berengária de Barcelona
Berengária de Barcelona (em castelhano:  Berenguera ou Berenguela; Barcelona, 1116 - Palência, 15/31 de janeiro de 1149) foi rainha consorte de Leão e de Castela (1126-1149).

## Família
Berengária era a filha de Raimundo Berengário III de Barcelona e Dulce I da Provença. Seus avós paternos eram o conde Raimundo Berengário II de Barcelona e Matilde de Apúlia, e seus avós maternos eram Gilberto I de Gévaudan e Gerberga da Provença.
Entre seus seis irmãos, estavam: Raimundo Berengário IV de Barcelona e Berengário Raimundo da Provença.

## Biografia
Ela casou-se em 1128 com Afonso VII de Leão e Castela.
Berengária foi uma partidária ativa do governo de seu esposo, aconselhando-o e a seu irmão Raimundo Berengário IV de Barcelona, em sua conquista de Almeria na grande campanha militar de 1148, que usou navios genoveses. Também se dedicou ao patrocínio artístico e literário, apresentando a poesia dos trovadores provençais a Castela, e a peregrinação ao templo de Santiago de Compostela, onde seu corpo seria sepultado.

## Descendência
Seus filhos com o rei Afonso foram:
- Sancho III de Castela (1134-1158), rei de Castela;
- Raimundo de Castela (c. 1136-antes de 1151);
- Sancha de Castela (1137-1179), casada em 1157 com Sancho IV de Navarra;
- Fernando II de Leão (1137-1188), rei de Leão;
- Constança de Castela (1141-1160), casada em 1154 com Luís VII de França;
- Garcia de Castela (c. 1142-1146);
- Afonso de Castela (1145-1149).